# Ana Isabel Medina Garrigues
Ana Isabel "Anabel" Medina Garrigues (Torrent, 31 de juliol de 1982) és una tennista valenciana, medallista olímpica, que ha competit en el circuit professional des de 1998. Va figurar en el número 16 de l'escalafó de la WTA el maig de 2009 en la classificació individual, i va arribar a la 3a posició en la classificació de dobles el novembre de 2008.
És posseïdora d'11 títols WTA en categoria individual i 28 en la disciplina de dobles, modalitat en què ha obtingut els èxits més importants, entre els quals destaquen els dos Grand Slams consecutius de Roland Garros dels anys 2008 i 2009. Posseeix 7 títols ITF en categoria individual i 2 en dobles. La majoria de títols els ha obtingut sobre terra batuda
Va participar en quatre certàmens de Jocs Olímpicsː Atenes, Pequín, Londres i Rio. En els Jocs Olímpics d'Estiu de 2008 celebrats a Pequín (Xina), guanyà la medalla d'argent en el torneig de dobles femenins al costat de Virginia Ruano.

## Torneigs de Grand Slam[2]

### Dobles: 2 (2−0)
| Resultat  | Núm. | Any  | Torneig           | Parella                | Oponents en la final                  | Marcador      |
| --------- | ---- | ---- | ----------------- | ---------------------- | ------------------------------------- | ------------- |
| Guanyador | 1.   | 2008 | Roland Garros     | Virginia Ruano Pascual | Casey Dellacqua · Francesca Schiavone | 2−6, 7−5, 6−4 |
| Guanyador | 2.   | 2009 | Roland Garros (2) | Virginia Ruano Pascual | Viktória Azàrenka · Ielena Vesninà    | 6−1, 6−1      |

## Jocs Olímpics[2]

### Dobles
| Any  | Campionat                   | Parella                | Oponents                         | Resultat |
| ---- | --------------------------- | ---------------------- | -------------------------------- | -------- |
| 2008 | Jocs Olímpics, Pequín, Xina | Virginia Ruano Pascual | Serena Williams · Venus Williams | 2−6, 0−6 |

## Carrera esportiva
Individualment ha aconseguit la majoria dels títols sobre pista de terra batuda, tots excepte un sobre pista dura. Destaca que va guanyar quatre títols a Palerm, tres d'ells consecutivament, i tres més a Estrasburg, dos consecutius. L'any 2004 va aconseguir el doblet a Palem amb els títols individual i dobles.
A partir del 2007, quan va fer parella amb Virginia Ruano Pascual de forma continuada, va aconseguir els èxits més importants de la seva carrera. Amb ella va guanyar cinc torneigs durant el 2007, 2008 i 2009, entre els quals destaquen els dos Grand Slams de Roland Garros i també la medalla d'argent als Jocs Olímpics de la Xina (2008). Amb la retirada de Ruano Pascual, no va tenir cap parella fixa però va aconseguir més títols de dobles, tres durant el 2010 i tots sobre terra batuda.
El 2011 no va començar amb resultats destacables, perdent en molts a primera ronda. Amb l'arribada de la terra batuda, va arribar a semifinals a Monterrey i el títol de dobles a Bogotà. A Estoril va guanyar el títol individual davant Kristina Barrois, dos anys després de l'anterior a Fes. El 2014 va anunciar la seva retirada després de caure en la fase prèvia de Roland Garros.
Després ha aplicat els seus coneixements a la direcció de tornejos i l'entrenament; com a directora del Torneig Internacional BBVA Open Ciutat de València, entrenadora de diverses jugadores, entre les quals Jelena Ostapenko, i també he fet de comentarista de televisió.

## Palmarès: 37 (11−26)[2]

### Individual: 18 (11−7)
| Abans de 2009                                        | Després de 2009         |
| ---------------------------------------------------- | ----------------------- |
| Grand Slam (0−0)                                     |                         |
| WTA Tour Championships (0−0)                         |                         |
| WTA Tournament of Champions / WTA Elite Trophy (0−1) |                         |
| Tier I (0−0)                                         | Premier Mandatory (0−0) |
| Tier II (0−0)                                        | Premier 5 (0−0)         |
| Tier III (3−2)                                       | Premier (0−0)           |
| Tier IV i V (5−3)                                    | International (3−1)     |

| Títols per superfície |
| --------------------- |
| Dura (1−4)            |
| Gespa (0−0)           |
| Terra batuda (10−2)   |

| Resultat   | Núm. | Data                   | Torneig                                  | Superfície   | Oponent en la final     | Marcador         |
| ---------- | ---- | ---------------------- | ---------------------------------------- | ------------ | ----------------------- | ---------------- |
| Guanyadora | 1.   | 15 de juliol de 2001   | Palerm, Itàlia                           | Terra batuda | Cristina Torrens Valero | 6−4, 6−4         |
| Finalista  | 1.   | 13 de gener de 2002    | Hobart, Austràlia                        | Dura         | Martina Suchá           | 6−7(7), 1−6      |
| Finalista  | 2.   | 23 de febrer de 2003   | Bogotà, Colòmbia                         | Terra batuda | Fabiola Zuluaga         | 3−6, 2−6         |
| Guanyadora | 2.   | 25 de juliol de 2004   | Palerm (2)                               | Terra batuda | Flavia Pennetta         | 6−4, 6−4         |
| Guanyadora | 3.   | 21 de maig de 2005     | Estrasburg, França                       | Terra batuda | Marta Domachowska       | 6−4, 6−3         |
| Guanyadora | 4.   | 24 de juliol de 2005   | Palerm (3)                               | Terra batuda | Klara Koukalová         | 6−4, 6−0         |
| Guanyadora | 5.   | 13 de gener de 2006    | Canberra, Austràlia                      | Dura         | Yoon Jeong Cho          | 6−4, 0−6, 6−4    |
| Guanyadora | 6.   | 23 de juliol de 2006   | Palerm (4)                               | Terra batuda | Tathiana Garbin         | 6−4, 6−4         |
| Finalista  | 3.   | 1 d'octubre de 2006    | Canton, Xina                             | Dura         | Anna Txakvetadze        | 1−6, 4−6         |
| Guanyadora | 7.   | 21 de maig de 2007     | Estrasburg (2)                           | Terra batuda | Amélie Mauresmo         | 6−4, 4−6, 6−4    |
| Finalista  | 4.   | 4 de maig de 2008      | Fes, Marroc                              | Terra batuda | Gisela Dulko            | 6−7(2), 6−7(5)   |
| Guanyadora | 8.   | 24 de maig de 2008     | Estrasburg (3)                           | Terra batuda | Katarina Srebotnik      | 4−6, 7−6(4), 6−0 |
| Finalista  | 5.   | 27 de juliol de 2008   | Portorož, Eslovènia                      | Dura         | Sara Errani             | 3−6, 3−6         |
| Guanyadora | 9.   | 2 de maig de 2009      | Fes                                      | Terra batuda | Iekaterina Makàrova     | 6−0, 6−1         |
| Finalista  | 6.   | 27 de setembre de 2009 | Seül, Corea del Sud                      | Dura         | Kimiko Date-Krumm       | 3−6, 3−6         |
| Guanyadora | 10.  | 30 d'abril de 2011     | Estoril, Portugal                        | Terra batuda | Kristina Barrois        | 6−1, 6−2         |
| Guanyadora | 11.  | 18 de juliol de 2011   | Palerm (5)                               | Terra batuda | Polona Hercog           | 6−3, 6−2         |
| Finalista  | 7.   | 5 de novembre de 2011  | Tournament of Champions, Bali, Indonèsia | Dura (i)     | Ana Ivanović            | 3−6, 0−6         |

### Dobles: 45 (27−18)
| Abans de 2009                                        | Després de 2009         |
| ---------------------------------------------------- | ----------------------- |
| Grand Slam (2−0)                                     |                         |
| Jocs Olímpics Argent (1)                             |                         |
| WTA Tour Championships (0−0)                         |                         |
| WTA Tournament of Champions / WTA Elite Trophy (0−1) |                         |
| Tier I (0−1)                                         | Premier Mandatory (0−0) |
| Tier II (1−4)                                        | Premier 5 (0−0)         |
| Tier III (3−4)                                       | Premier (2−2)           |
| Tier IV i V (7−1)                                    | International (12−4)    |

| Títols per superfície |
| --------------------- |
| Dura (10−10)          |
| Gespa (2−0)           |
| Terra batuda (15−7)   |
| Moqueta (0−1)         |

| Resultat   | Núm. | Data                   | Torneig                         | Superfície   | Parella                 | Oponents en la final                      | Marcador            |
| ---------- | ---- | ---------------------- | ------------------------------- | ------------ | ----------------------- | ----------------------------------------- | ------------------- |
| Guanyadora | 1.   | 4 de març de 2001      | Acapulco, Mèxic                 | Terra batuda | M.J. Martínez Sánchez   | Virginia Ruano Pascual Paola Suarez       | 6−4, 6−7(5), 7−5    |
| Guanyadora | 2.   | 8 d'abril de 2001      | Porto, Portugal                 | Terra batuda | M.J. Martínez Sánchez   | Alexandra Fusai Rita Grande               | 6−1, 6−7(5), 7−5    |
| Guanyadora | 3.   | 6 de maig de 2001      | Bol, Croàcia                    | Terra batuda | M.J. Martínez Sánchez   | Nàdia Petrova Tina Pisnik                 | 7−5, 6−4            |
| Finalista  | 1.   | 15 de juliol de 2001   | Palerm, Itàlia                  | Terra batuda | M.J. Martínez Sánchez   | Tathiana Garbin Janette Husárová          | 6−4, 2−6, 4−6       |
| Guanyadora | 4.   | 5 d'agost de 2001      | Basilea, Suïssa                 | Terra batuda | M.J. Martínez Sánchez   | Joanette Kruger Marta Marrero             | 7−5(5), 6−2         |
| Finalista  | 2.   | 23 de febrer de 2004   | Bogotà, Colòmbia                | Terra batuda | Arantxa Parra Santonja  | Jasmin Wöhr Barbara Schwartz              | 1−6, 3−6            |
| Guanyadora | 5.   | 25 de juliol de 2004   | Palerm                          | Terra batuda | Arantxa Sánchez Vicario | Ľubomíra Kurhajcová Henrieta Nagyová      | 6−3, 7−6            |
| Finalista  | 3.   | 10 de gener de 2005    | Hobart, Austràlia               | Dura         | Dinara Safina           | Yan Zi Zheng Jie                          | 4−6, 5−7            |
| Finalista  | 4.   | 7 de febrer de 2005    | París, França                   | Moqueta      | Dinara Safina           | Iveta Benešová Květa Peschke              | 2−6, 6−2, 2−6       |
| Finalista  | 5.   | 14 de febrer de 2005   | Anvers, Bèlgica                 | Dura         | Dinara Safina           | Cara Black Els Callens                    | 6−3, 4−6, 4−6       |
| Finalista  | 6.   | 9 de maig de 2005      | Roma, Itàlia                    | Dura         | Maria Kirilenko         | Cara Black Liezel Huber                   | 0−6, 6−4, 1−6       |
| Guanyadora | 6.   | 18 de juny de 2005     | 's-Hertogenbosch, Països Baixos | Gespa        | Dinara Safina           | Iveta Benešová Núria Llagostera Vives     | 6−4, 2−6, 7−6(11)   |
| Guanyadora | 7.   | 25 de setembre de 2005 | Portoroz, Eslovènia             | Dura         | Roberta Vinci           | Jelena Kostanić Katarina Srebotnik        | 6−4, 5−7, 6−2       |
| Finalista  | 7.   | 7 de maig de 2006      | Varsòvia, Polònia               | Terra batuda | Katarina Srebotnik      | Ielena Likhovtseva Anastassia Mískina     | 3−6, 4−6            |
| Finalista  | 8.   | 13 de gener de 2007    | Hobart (2)                      | Dura         | Virginia Ruano Pascual  | Ielena Likhovtseva Ielena Vesninà         | 4−6, 5−7            |
| Finalista  | 9.   | 9 d'abril de 2007      | Amelia Island, Estats Units     | Terra batuda | Virginia Ruano Pascual  | Mara Santangelo Katarina Srebotnik        | 3−6, 6−7(4)         |
| Guanyadora | 8.   | 30 de juliol de 2007   | Estocolm, Suècia                | Dura         | Virginia Ruano Pascual  | Chan Chin-Wei Tetiana Luzhanska           | 6−1, 5−7, [10−6]    |
| Guanyadora | 9.   | 11 de gener de 2008    | Hobart                          | Dura         | Virginia Ruano Pascual  | Eleni Daniïlidu Jasmin Wöhr               | 6−2, 6−4            |
| Guanyadora | 10.  | 6 de juny de 2008      | Roland Garros, França           | Terra batuda | Virginia Ruano Pascual  | Casey Dellacqua Francesca Schiavone       | 2−6, 7−5, 6−4       |
| Finalista  | 10.  | 18 de juny de 2008     | 's-Hertogenbosch                | Terra batuda | Virginia Ruano Pascual  | Chan Yung-Jan Chuang Chia-Jung            | 5−7, 2−6            |
| Guanyadora | 11.  | 27 de juliol de 2008   | Portoroz (2)                    | Dura         | Virginia Ruano Pascual  | Vera Duixévina Iekaterina Makàrova        | 6−4, 6−1            |
| Finalista  | 11.  | 17 d'agost de 2008     | Jocs Olímpics, Pequín, Xina     | Dura         | Virginia Ruano Pascual  | Serena Williams Venus Williams            | 2−6, 0−6            |
| Guanyadora | 12.  | 28 de setembre de 2008 | Pequín, Xina                    | Dura         | Caroline Wozniacki      | Han Xinyun Xu Yi-Fan                      | 6−1, 6−3            |
| Finalista  | 12.  | 6 d'abril de 2009      | Marbella, Espanya               | Terra batuda | Virginia Ruano Pascual  | Klaudia Jans Alicja Rosolska              | 3−6, 3−6            |
| Guanyadora | 13.  | 5 de juny de 2009      | Roland Garros (2)               | Terra batuda | Virginia Ruano Pascual  | Viktória Azàrenka Ielena Vesnina          | 6−1, 6−1            |
| Guanyadora | 14.  | 1 de maig de 2010      | Fes, Marroc                     | Terra batuda | Iveta Benešová          | Lucie Hradecká Renata Voráčová            | 6−3, 6−1            |
| Guanyadora | 15.  | 8 de maig de 2010      | Estoril, Portugal               | Terra batuda | Sorana Cîrstea          | Vitalia Diatchenko Aurélie Védy           | 6−1, 7−5            |
| Finalista  | 13.  | 11 de juliol de 2010   | Budapest, Hongria               | Terra batuda | Sorana Cîrstea          | Timea Bacsinszky Tathiana Garbin          | 3−6, 3−6            |
| Guanyadora | 16.  | 25 de juliol de 2010   | Bad Gastein, Àustria            | Terra batuda | Lucie Hradecká          | Timea Bacsinszky Tathiana Garbin          | 6−7(2), 6−1, [10−5] |
| Guanyadora | 17.  | 19 de febrer de 2011   | Bogotà                          | Terra batuda | Edina Gallovits-Hall    | Sharon Fichman Laura Pous Tió             | 2−6, 7−6(6), [11−9] |
| Guanyadora | 18.  | 10 de juliol de 2011   | Budapest                        | Terra batuda | Alicja Rosolska         | Natalie Grandin Vladimíra Uhlířová        | 6−2, 6−2            |
| Finalista  | 14.  | 8 d'abril de 2012      | Charleston, Estats Units        | Dura         | Iaroslava Xvédova       | A. Pavliutxénkova Lucie Šafářová          | 7−5, 4−6, [6−10]    |
| Guanyadora | 19.  | 2 de març de 2013      | Florianópolis, Brasil           | Dura         | Iaroslava Xvédova       | Anne Keothavong Valéria Savinikh          | 6−0, 6−4            |
| Guanyadora | 20.  | 21 de juny de 2013     | 's-Hertogenbosch (2)            | Gespa        | Irina-Camelia Begu      | Dominika Cibulková Arantxa Parra Santonja | 4−6, 7−6(3), [11−9] |
| Guanyadora | 21.  | 21 de juliol de 2013   | Bastad, Suècia                  | Terra batuda | Klára Zakopalová        | Alexandra Dulgheru Flavia Pennetta        | 6−1, 6−4            |
| Finalista  | 15.  | 24 d'agost de 2013     | New Haven, Estats Units         | Dura         | Katarina Srebotnik      | Sania Mirza Zheng Jie                     | 3−6, 4−6            |
| Guanyadora | 22.  | 1 de març de 2014      | Florianópolis (2)               | Dura         | Iaroslava Xvédova       | Francesca Schiavone Sílvia Soler Espinosa | 7−6(1), 2−6, [10−3] |
| Guanyadora | 23.  | 6 d'abril de 2014      | Charleston                      | Terra batuda | Iaroslava Xvédova       | Chan Hao-ching Chan Yung-jan              | 7−6(4), 6−2         |
| Guanyadora | 24.  | 15 de febrer de 2015   | Anvers                          | Dura (i)     | Arantxa Parra Santonja  | An-Sophie Mestach Alison Van Uytvanck     | 6−4, 3−6, [10−5]    |
| Guanyadora | 25.  | 23 de maig de 2015     | Nuremberg, Alemanya             | Terra batuda | Chan Hao-ching          | Lara Arruabarrena Raluca Olaru            | 6−4, 7−6(5)         |
| Finalista  | 16.  | 9 d'agost de 2015      | Washington DC, Estats Units     | Dura         | Arantxa Parra Santonja  | Xu Yifan Zheng Saisai                     | 1−6, 3−6            |
| Finalista  | 17.  | 25 d'octubre de 2015   | Ciutat de Luxemburg, Luxemburg  | Dura (i)     | Arantxa Parra Santonja  | Mona Barthel Laura Siegemund              | 2−6, 6−7(2)         |
| Finalista  | 18.  | 8 de novembre de 2015  | WTA Elite Trophy, Zhuhai, Xina  | Dura (i)     | Arantxa Parra Santonja  | Liang Chen Wang Yafan                     | 4−6, 3−6            |
| Guanyadora | 26.  | 27 de febrer de 2016   | Acapulco (2)                    | Dura         | Arantxa Parra Santonja  | Kiki Bertens Johanna Larsson              | 6−0, 6−4            |
| Guanyadora | 27.  | 6 de març de 2016      | Monterrey, Mèxic                | Dura         | Arantxa Parra Santonja  | Petra Martić Maria Sanchez                | 4−6, 7−5, [10−7]    |

### Equips: 2 (0−2)
| Resultat  | Núm. | Data                      | Torneig                         | Equip        |                                                                    | Oponents                                                               | Marcador         |
| --------- | ---- | ------------------------- | ------------------------------- | ------------ | ------------------------------------------------------------------ | ---------------------------------------------------------------------- | ---------------- |
| Finalista | 1.   | 9 de gener de 2007        | Copa Hopman, Perth, Austràlia   | Dura         | Tommy Robredo                                                      | Nàdia Petrova Dmitri Tursúnov                                          | 0−2 en el global |
| Finalista | 2.   | 13−14 de setembre de 2008 | Copa Federació, Madrid, Espanya | Terra batuda | Núria Llagostera Vives Virginia Ruano Pascual Carla Suárez Navarro | Svetlana Kuznetsova Iekaterina Makàrova Ielena Vesninà Vera Zvonariova | 0−4              |

## Trajectòria[2]

### Individual
| Open d'Austràlia | 2R          | 4R          | 1R          | 3R | 1R          | 1R          | 1R          | 2R | 4R          | 1R          | 1R          | 3R | 1R  | 1R  | 0 / 14 | 12 – 14 |
| Roland Garros | 1R          | A           | A           | 2R | 3R          | 3R          | 4R          | 3R | 2R          | 2R          | 2R          | 3R | 1R  | A   | 0 / 11 | 15 – 11 |
| Wimbledon | 1R          | A           | A           | 1R | 1R          | 3R          | 1R          | 3R | 3R          | 1R          | 1R          | 2R | 1R  | A   | 0 / 11 | 5 – 11  |
| US Open | 1R          | A           | A           | 2R | 3R          | 1R          | 3R          | 2R | 2R          | 1R          | 3R          | 1R | 1R  | A   | 0 / 11 | 9 – 11  |
| Jocs Olímpics | No celebrat | No celebrat | No celebrat | 1R | No celebrat | No celebrat | No celebrat | 1R | No celebrat | No celebrat | No celebrat | 1R | NC  | NC  | 0 / 3  | 0 – 3   |
| Rànquing a final d'any | 66          | 116         | 71          | 39 | 34          | 27          | 35          | 22 | 28          | 72          | 27          | 50 | 100 | 464 |        | 41 – 50 |
| Llegenda: G: Guanyadora; F: Finalista; SF: Semifinalista; QF: Quarts de final; Q: Qualificació; A: Absent; RR: Round Robin; |             |             |             |    |             |             |             |    |             |             |             |    |     |     |        |         |

### Dobles
| Torneig | 2001        | 2002        | 2003        | 2004   | 2005        | 2006        | 2007        | 2008 | 2009        | 2010        | 2011        | 2012   | 2013        | 2014        | 2015        | 2016   | 2017   | 2018   | Títols    | V – D     |
| --- | ----------- | ----------- | ----------- | ------ | ----------- | ----------- | ----------- | ---- | ----------- | ----------- | ----------- | ------ | ----------- | ----------- | ----------- | ------ | ------ | ------ | --------- | --------- |
| Open d'Austràlia | A           | 2R          | 1R          | 1R     | QF          | 1R          | 3R          | SF   | 3R          | 1R          | 2R          | 1R     | 1R          | 2R          | 2R          | 3R     | A      | A      | 0 / 15    | 17 – 15   |
| Roland Garros | 1R          | A           | A           | 1R     | 2R          | SF          | QF          | G    | G           | SF          | 3R          | 3R     | 1R          | 1R          | 3R          | 1R     | A      | 2R     | 2 / 15    | 31 – 13   |
| Wimbledon | 1R          | A           | A           | 1R     | 3R          | QF          | 3R          | 3R   | SF          | 1R          | 2R          | 1R     | 1R          | 3R          | 3R          | 3R     | A      | A      | 0 / 14    | 20 – 14   |
| US Open | 1R          | A           | A           | 2R     | 1R          | A           | 3R          | SF   | 3R          | 2R          | 3R          | SF     | 3R          | 2R          | 2R          | A      | A      | 1R     | 0 / 13    | 20 – 13   |
| Jocs Olímpics | No celebrat | No celebrat | No celebrat | 1R     | No celebrat | No celebrat | No celebrat | 2a   | No celebrat | No celebrat | No celebrat | 1R     | No celebrat | No celebrat | No celebrat | 1R     | NC     | NC     | 0 / 4     | 3 – 4     |
| WTA Championships | Absent      | Absent      | Absent      | Absent | Absent      | Absent      | Absent      | SF   | Absent      | Absent      | Absent      | Absent | Absent      | Absent      | Absent      | Absent | Absent | Absent | 0 / 1     | 0 – 1     |
| Rànquing a final d'any | 42          | 177         | 165         | 79     | 20          | 19          | 25          | 3    | 11          | 25          | 30          | 24     | 30          | 23          | 32          |        |        |        | 445 − 291 | 445 − 291 |
| Llegenda: G: Guanyadora; F: Finalista; SF: Semifinalista; QF: Quarts de final; Q: Qualificació; A: Absent; RR: Round Robin; |             |             |             |        |             |             |             |      |             |             |             |        |             |             |             |        |        |        |           |           |